# 日輪寺 (文京区)
日輪寺（にちりんじ）は、東京都文京区にある曹洞宗の寺院。

## 歴史
940年（天慶3年）、平貞盛の開基である。氷川明神社（現小日向神社）の別当寺として創建された。
1608年（慶長13年）、吉祥寺第8世住職松栖用鶴によって中興された。その際に真言宗から曹洞宗に転宗している。
江戸時代は、多くの旗本諸家の菩提寺になったため「旗本寺」と呼ばれていた。

## 寺宝等
- 釈迦如来像（本尊）
- 文殊菩薩坐像
- 普賢菩薩坐像
- 達磨大師坐像
- 大玄和尚坐像
- 大黒天像
- 十一面観音立像

## 墓所
- 林家

林子平の実家の墓である。なお子平本人の墓は仙台市の龍雲院にある。
- 真山青果（劇作家）

## 交通アクセス
- 江戸川橋駅4番出口より徒歩6分（経路案内）。